# Флоріан
Марк А́нній Флоріа́н (лат. Marcus Annius Florianus; 232, Інтерамна — 276, Тарс) — римський імператор, що правив у червні — серпні 276 року під час Кризи III століття. Був братом попереднього імператора, Тацита. Прийшов до влади завдяки своєму війську та був убитий ним внаслідок протистояння з наступним імператором, Пробом.
Його царювання є прикладом відсутності політичної стабільності в імперії в цей час. Мав титул «Батько Вітчизни». Він був братом Тацита по материнській лінії, який був оголошений імператором наприкінці 275 року, після несподіваної смерті імператора Авреліана. Після того, як Тацит загинув у липні 276 року за нез’ясованих обставин, Флоріан проголосив себе імператором з визнанням Римського Сенату та більшої частини Імперії. Проте Флоріану незабаром довелося зіткнутися з бунтом Проба, який незабаром піднісся після того, як Флоріан піднявся на трон за підтримки провінцій Єгипту, Сирії, Палестини та Фінікії. Проб скористався рельєфом Кілікійських воріт, а надспекотний клімат району до якого армія Флоріана не звикла, пригнічувати їхній моральний дух. Через це в вересні 276 року армія Флоріана збунтувалася проти Проба і вбила його.

## Життєпис
Про Флоріана відомо небагато. Своїм братом, імператором Марком Клавдієм Тацитом, був призначений на посаду префекта преторіанської гвардії. Брати разом бились проти готів у Малій Азії. Тацит помер на двохсотий день свого правління.
Владу у квітні 276 року самовільно захопив Флоріан. Проти цієї дії не було спротиву ані сенату, ані легіонів на заході. Він виступив знову проти готів. Однак легіони, що були розташовані в Іллірії (Східна Адріатика), висунули свою кандидатуру імператора — полководця Проба. Знову почалася громадянська війна. 
Флоріан виступив проти Проба. Багато солдатів перебігли від Флоріана до суперника. Але війні швидко прийшов кінець через несподівану смерть Флоріана: він начебто наклав на себе руки, перерізавши собі вени, але найімовірніше по 88 днях свого правління його убили свої ж легіонери. Відомості про Флоріана, як і про інших імператорів цього смутного періоду, не цілком надійні та часто суперечливі.

### Зіткнення Флоріана й Тацита з германськими племенами
У 275 р, в результаті безглуздої змови, заснованої на особистій образі, загинув римський імператор Авреліан — один з найблискучіших римських імператорів, який зумів впоратися як із зовнішніми, так і з внутрішніми ворогами Риму, відродити його економіку. Ця смерть поставила римську армію в глухий кут. Вже протягом 40 років імператори висувалися армією з числа найталановитіших полководців (так звані «солдатські імператори»). Але після смерті Авреліана не було жодного полководця, який міг би його замінити. Та й потреби особливої не було—  в результаті дій Авреліана обороноздатність Римської імперії зросла настільки, що не обов'язково її імператором повинен був бути військовий. І легіони згадали про римську конституцію, за якою на чолі держави стоїть Сенат, його голова керує справами імперії. В імператори вирішили вибрати найрозумнішого і найскромнішого з сенаторів — і вибір припав на якогось Тацита (не плутати з істориком, який жив за два століття до цих подій). Багато в чому це рішення було просто тимчасовим заходом— Тациту було 75 років, і довго правити йому не судилося. За цей час міг і відшукатися відповідний полководець. Однак Тацит мав своє уявлення про владу— у нього були сини, які могли успадкувати владу. Він поставив відразу ж свого єдиноутробного брата Флоріана на чолі преторіанців (спецслужб, які контролювали всі сфери життєдіяльності імперії).
Для германських племен обрання старця, та ще й не військового, на римський престол, послужило сигналом про ослаблення імперії. І вони негайно відновили свої вторгнення на римську територію. Германці одночасно вторгалися в кількох напрямах: франки на чолі з королем Клодіоном перейшли Рейн, південні алемани і слов'янське плем'я лугіїв, витіснені готами зі східної Польщі, пройшли долиною Неккара (приплив Рейну) і теж увірвалися в Галію. Вперше було спустошене велике римське місто Трір, до того здавався захищеним від німецької агресії, так як воно стояло не на Рейні, тобто далеко від кордону. Крім нього впало безліч слабо укріплених міст.
Одночасно з цим активізувалися й остготи (східні готи), які жили на берегах Чорного та Азовського морів, на схід від річки Дністер (західні готи, які жили на Дунаї, до того представляли смертельну небезпеку Риму, ще довго не могли оговтатися від ударів, нанесених їм Авреліаном). Остготи (їх королем з 250 року був Хумул) при Авреліані були союзниками Рима проти Ірану. На його прохання вони розташувалися в Закавказзі, на іранському кордоні. Однак під час підготовки до цієї війни загинув сам Авреліан, й остготи залишилися без жаданого видобутку. Відчувши себе обдуреними, вони разом з вершниками аланами і мореплавцями геруламі вторглися в римські землі— в Малу Азію (нинішню Туреччину) з боку Кавказу; вони просунулися на південь аж до Кілікії (Лівану). Тацит і Флоріан почали бойові дії проти них, і Флоріан здобув перемогу, яку Тацит прославив на монетах («Перемога над готами») і прийняв титул «Готський».

### Проголошення імператором і правління
Після сходження на престол Тацит призначив Флоріана на посаду префекта преторія й вирушив разом з ним в похід проти готів, які перепливли через Чорне море, вторглися в малоазіатські провінції й дійшли до Кілікії. Флоріан успішно воював з противником і зумів відрізати йому всі шляхи до відступу. Однак в цей час до нього приходять звістки про смерть Тацита. Тоді префект преторія проголосив себе імператором, за повідомленням «Історії Августов», «не по волі сенату, а з власної волі». Але Пат Сазерн вважає, що Флоріан зійшов на престол, погодивши свої дії з сенатом. Робін МакМахон вважає, що всі скарги «Історії Августов» на дії Флоріана по відношенню до сенату є надуманими. На монетах, що були викарбувані на правління Флоріана, міститься легенда, яка вказує на надані сенату повноваження карбувати монету. По всій видимості, проголошення Флоріана імператором відбулося в Кілікії, за іншими відомостями— в Римі.
Ймовірно, деякий час Флоріан правив цілком вдало, так як його ім'я міститься на монетах західних монетних дворів, розташованих в Римі, Лугдуні, Сісції й Тицині. Його визнали як правителя: Іспанія, Британія, Галлія, Мавританія й Африка. Однак незабаром східна армія проголосила імператором свого воєначальника Проба, якому надали підтримку провінції Сирія і Єгипет. Флоріан, який продовжував війну з варварами в Малій Азії, був змушений завершити бойові дії, хоча повністю оточив ворожі загони. Імператор виступив проти Проба, розраховуючи, по всій видимості, на чисельну перевагу своєї армії. Неподалік від Тарса противники зустрілися, але досвідчений Проб намагався уникати генерального бою. У зв'язку з тим, що більша частина війська Флоріана складалася з вихідців з європейських провінцій, багато солдати не витримували жаркого клімату і почали хворіти. Вирішивши, що з них вистачить поневірянь, через кілька тижнів воїни вбили Флоріана. Відносно тривалості правління Флоріана, джерела містять певні розбіжності. Хронограф 354 року повідомляє про 88 днів, Євтропій— про 2 місяці й 20 днів, а Аврелій Віктор писав про один або два місяці. Автори «Prosopographia Imperii Romani» називають конкретні дати 7 червня— 9 вересня 276 року. Як пише «Історія Августів», у Флоріана було багато дітей.

### Особливість зображення монет імператора
Незважаючи на нетривалість правління Флоріана, його монети дивують своєю різноманітністю. На одних містяться зображення й написи, що прославляють військову хоробрість Флоріана (лат. VIRTVS FLORIANI AVGusti). Інші називають його «Творителем Миру» (лат. PACATOR ORBIS) і «Визволителем Століття» (лат. RESTITVTOR SAECVLI). Деякі монети заявляють, що правителю будуть вічно супроводжувати перемоги (лат. VICTORIA PERPETVA). Найхарактернішою особливістю його написів на монетах є турбота про стабільність і стійкість в державі: PERPETVITATE AVG (usti), AETERNITAS AVG (usti), PAX AETERNA, SECVRITAS AVG (usti), SECVRITAS SAECVLI. Підбиваючи підсумки, можна сказати, що всі вони містять надії на прийдешній золотий вік, який прийде завдяки імператору. В одному написі згадується про консульство Флоріана, яке відносять на 276 рік. Повідомлення «Історії Августов» про те, що Тацит не дозволили призначити Флоріана консулом, представляються ненадійними.

### Боротьба Флоріана та Проба
Після смерті Тацита, Флоріан взяв усю повноту влади в свої руки . Тоді Флоріан продовжував вести кампанію проти готів, вигравши велику перемогу, перш ніж новини досягли його повстання Проба.
Незважаючи на свій військовий досвід, Проб опинився у небезпечному положенні, оскільки підтримував лише невелику частину імперії, тоді як більша частина імперії підтримувала Флоріана. Проб також скористався своїм контролем за єгипетським зерном, який він швидко припинив постачати до решти імперії. Проб керував своїми військами до Малої Азії, щоб захищати Кілікійські ворота, дозволяючи йому використовувати партизанську війну, щоб вести війну розмиву, а не просто війну. Через невеликий проміжок часу, в середині 276 року, Проб був проголошений імператором своїми військами і був готовий виступити проти Флоріана. Згідно «Історії Августов», проголошення Проба імператором сталося проти його волі, на солдатській сходці, де він був одягнений в пурпуровий плащ. При цьому Проб весь час повторював: «Це вам невигідно, воїни, вам зі мною не буде добре: адже я не можу підлещуватися перед вами» . Проба підтримали Сирія, Фінікія, Палестина і Єгипет, а його суперника— Галлія, Іспанія, Італія і Британія. Незабаром Флоріан прибув в Тарс, де розбив табір. Туди ж підійшов і Проб. Він розумів, що чисельність його військ набагато менша за чисельність ворожих військ, і тому вирішив уникати бою. Крім того, Флоріан передчасно закінчив війну з варварами на увазі заколоту Проба і був змушений відкласти їх остаточний розгром. У Тарсі в цей час було літо, і солдати, колишні здебільшого європейці, не змогли переносити місцеву спеку . Побачивши, що армія Флоріана знесилилась, Проб вирішив діяти, проте солдати самі підняли заколот і вбили Флоріана, або ж він покінчив життя самогубством. Так закінчилося правління Флоріана. Він став жертвою непостійності легіонів і власних амбіцій . Відтепер Проб став одноосібним правителем Римської імперії . Це, ймовірно, сталося в серпні 276 року.

### Смерть Флоріана
Загалом панування Флоріана тривало лише трохи більше 88 днів. Наразі ніхто точно не знає як саме помер Флоріан, але є декілька версій: або він наклав на себе руки, перерізавши собі вени і тим самим закінчивши громадянську війну, або його вбили його ж легіонери.